# Municipio de Beatty
El municipio de Beatty (en inglés: Beatty Township) es un municipio ubicado en el condado de St. Louis en el estado estadounidense de Minnesota. En el año 2010 tenía una población de 372 habitantes y una densidad poblacional de 1,8 personas por km².

## Geografía
El municipio de Beatty se encuentra ubicado en las coordenadas 47°58′32″N 92°36′44″O / 47.97556, -92.61222. Según la Oficina del Censo de los Estados Unidos, el municipio tiene una superficie total de 207.13 km², de la cual 169,11 km² corresponden a tierra firme y (18,35 %) 38,02 km² es agua.

## Demografía
Según el censo de 2010, había 372 personas residiendo en el municipio de Beatty. La densidad de población era de 1,8 hab./km². De los 372 habitantes, el municipio de Beatty estaba compuesto por el 98,92 % blancos, el 0,27 % eran amerindios y el 0,81 % eran de una mezcla de razas. Del total de la población el 0,54 % eran hispanos o latinos de cualquier raza.